# 小行星18947
小行星18947（18947 Cindyfulton）是一颗绕太阳运转的小行星，为主小行星带小行星。该小行星于2000年8月24日发现。

## 轨道参数
小行星18947的轨道半长轴为2.3913596 UA，离心率为0.141。